# Прилежаева-Барская, Бэла Моисеевна
Бэла Моисеевна Прилежаева-Барская (урождённая Фельдман; 30 ноября 1887, Переяслав, Полтавская губерния — 31 октября 1960, Ленинград) — русская советская писательница, историк, автор книг для детей и юношества.

## Биография
Родилась в семье негоцианта и почётного гражданина, купца первой гильдии Моисея Яковлевича Фельдмана и Сары Давидовны Бродской (1865—1950), сестры скрипача Адольфа Бродского. Мать занималась литературной деятельностью, опубликовала поэму «Исход» (Одесса: тип. А. Гринер, 1913), стихотворения, драматургические произведения под псевдонимом «С. Д. Полевая» (дословный перевод фамилии Фельдман). Детские годы провела в Одессе. Окончила женскую гимназию в Киеве. До 1906 года училась в Сорбонне, в 1907—1913 годах — на Высших женских (Бестужевских) курсах. В 1916 году окончила Петроградский университет.
Работала учительницей в школе, заведующей библиотекой технической литературы, одновременно вела литературно-драматический кружок в Ленинградском Дворце пионеров. Автор ряда книг исторической прозы для юношества, в том числе трилогии о Древней Руси «Как жили наши предки славяне» (1949), «Новгородцы» (1957), «Ушкуйники» (1962). Большая часть книг публиковалась в сериях «Школьная библиотека» и «В помощь школьнику». Оставила воспоминания «Дмитрий Богров» («Минувшие дни», вып. 4, 1928), «Бродячая собака» («Минувшее», вып. 23, 1998).
Член Союза писателей СССР. Похоронена на Красненьком кладбище.

## Семья
- Сестра — писательница Лидия Моисеевна Варковицкая (1882—1975).
- Муж — Виктор Феофилович Крушинский (1878—1937, расстрелян), предприниматель, главный инженер сметного сектора Цемпроекта, один из организаторов кабаре «Бродячая собака» (его брат, инженер-железнодорожник Михаил Феофилович Крушинский, был казначеем и директором подвала «Бродячей собаки»)[5].

## Книги
- Софья Львовна Перовская: историческая повесть. — Л.: Кубуч, 1926. — 5000 экз.
- Русские рабочие в революционном движении 70-х годов. — Л., 1927.
- По залам Эрмитажа: путеводитель. — Л.: Издательство Ленинградского Совета Профсоюзов, 1928.
- Крепостной художник: Повесть о жизни художника В. А. Тропинина. — М.: Детгиз, 1930; 4-е изд. — там же, 1956; 5-е изд. — там же, 1959. — 144 с.
- Как жили наши предки славяне. — М.: Детгиз, 1949 и 1952. — 76 с. — 150 000 экз.
- В древнем Киеве. — М.: Детгиз, 1951 и 1953. — 128 с.
- Софья Львовна Перовская (историческая повесть). — Л., 1956.
- Новгородцы: Историческая повесть из эпохи присоединения Новгорода к Москве. — М.: Детгиз, 1957. — 223 с.
- В северном причерноморье (Орик — сын Гелона). — М.: Детгиз, 1958. — 71 с.
- Ушкуйники: Историческая повесть из жизни Великого Новгорода XIV века. — М.: Детгиз, 1962. — 96 с.